# Институт мировой истории Общества Макса Планка
Институт мировой истории Общества Макса Планка (англ. Max Planck Institute for the Science of Human History) — это научно-исследовательское учреждение, базирующееся в городе Йена, Германия, с 2022 года носящее название «Институт геоантропологии Общества Макса Планка» (нем. Das Max-Planck-Institut für Geoanthropologie, MPI-SHH). 

## Руководство
Два директора института, Йоханнес Краузе и Рассел Грей, занимали свои должности с середины 2014 года. В 2015 году третьим директором была назначена археолог Николь Бойвен. В июне 2020 года Йоханнес Краузе был переведён в Институт эволюционной антропологии Общества Макса Планка. 23 октября 2021 г. Николь Бойвен была отстранена от руководящей должности. Временное руководство было передано Джонатану Гершензону.

## Отделы
Институт сосредотачивает внимание на исследованиях микробиома человека. 
В состав института входят следующие отделы:
- Археогенетика, руководитель: Йоханнес Краузе (с 2020 года перешёл в Институт эволюционной антропологии Макса Планка в Лейпциге)
- Археология, руководитель: Николь Бойвен[4]
- Язык, культура и эволюция, руководитель: Рассел Грей (с 2020 года перешёл в Институт эволюционной антропологии Макса Планка в Лейпциге)

## История
Общество Макса Планка учредило институт для «разработки и применения новых научных методов с целью комплексного исследования истории человечества». Первоначально институт был основан в 1993 году как Институт Макса Планка по изучению экономических систем под руководством Манфреда Штрайта для исследования трансформации бывших социалистических экономик. В 2005 году он был переименован в Экономический институт Макса Планка. Это переименование произошло по причине изменения сферы исследований в сторону «исследования движущих сил и законов экономических изменений в целом». В марте 2014 года руководство Общества Макса Планка переориентировало институт на исторические исследования, первоначально переименовав его в Институт истории и естественных наук Макса Планка, а 21 ноября 2014 года — в Институт мировой истории Общества Макса Планка. Нынешнее название институт носит с 2022 года. 
Исследования проводились по следующим четырем направлениям:
- Институциональная экономика и экономическая политика (1993–2000), директор: Манфред Э. Стрейт
- Эволюционная экономика (1995–2013), руководитель: Ульрих Витт.
- Стратегическое взаимодействие (2001–2014), руководитель: Вернер Гют.
- Предпринимательство, развитие и государственная политика (2005–2010 гг.), руководитель: Дэвид Б. Аудретч.

## Glottolog
С 2015 по 2020 год институт управлял системой «Glottolog» — базой данных и главной библиографией языков мира, которые классифицируются в соответствии с генетическими связями. Проект возглавляляли лингвисты Харальд Хаммарстрем и Мартин Хаспельмат, а также программист Роберт Форкель. Проект был передан в институт Общества Макса Планка в Лейпциге.

## Внешние ссылки
- Институт геоантропологии Общества Макса Планка